# Одержимий (фільм, 1965)
«Одержимий» — радянський художній фільм 1965 року, знятий режисером Загідом Сабітовим на кіностудії «Узбекфільм».
Прем'єра відбулася 12 грудня 1966. Фільм переглянули 8,1 млн глядачів.

## Сюжет
Червоноармієць Максуд повертається разом із загоном Червоної Армії у рідний кишлак, де він бачить що нічого не змінилося — там, так само як і у старі часи, відбувається свавілля баїв. Утискаючи народ: бек Рахманкул наказав повісити двох дехкан, що орали землю, яку їм дала радянська влада. Одержимий ненавистю до нових порядків Рахманкул просить шейха Аббаса передати йому скарби мечеті для озброєння своєї банди.

## У ролях
- Закір Мухамеджанов — Максуд, більшовик
- Туган Режаметов — Назір, молодий мулла
- Гурген Тонунц — Рахманкул
- Світлана Норбаєва — Заміра
- Алім Ходжаєв — шейх Аббас
- Антоніна Рустамова — Айгуль
- Михайло Глузський — епізод
- Уктам Лукманова — сусідка
- Фархад Хайдаров — духанник

Ролі дублювали:
- Олексій Сафонов — Назір
- Володимир Дружніков — Максуд
- Роза Макагонова — Замира
- Сергій Курилов — Аббас
- Чеслав Сушкевич — Камалетдін
- Микола Граббе — Акбаралі
- Лариса Матвєєнко — Айгуль.
- Владислав Ковальков — Азім
- Яків Біленький — Сафарбай
- Юрій Чекулаєв — Агзам
- Михайло Глузький — юродивий

## Знімальна група
- Режисер — Загід Сабітов
- Сценарист — Іззат Султанов
- Оператор — Леонід Травицький
- Композитор — Володимир Юровський

Фільм дубльований на Центральній кіностудії дитячих та юнацьких фільмів ім. М. Горького
- Режисер дубляжу: Галина Водяницька
- Звукооператор: Олександр Ізбуцький

## Нагороди
Оператор Леонід Травицький отримав Почесний диплом за вдалий кінематографічний дебют на V огляді-змаганні кінематографістів Середньої Азії та Казахстану в Ашхабаді (1966).